# Belice en los Juegos Olímpicos de Seúl 1988
Belice estuvo representado en los Juegos Olímpicos de Seúl 1988 por un total de 10 deportistas masculinos que compitieron en 2 deportes.
El portador de la bandera en la ceremonia de apertura fue el ciclista Fitzgerald Joseph. El equipo olímpico beliceño no obtuvo ninguna medalla en estos Juegos.